# Liwā' Qaşabat al ‘Aqabah
Liwā' Qaşabat al ‘Aqabah (arabiska: لواء قصبة العقبة) är ett distrikt i Jordanien.   Det ligger i provinsen Aqaba, i den sydvästra delen av landet, 230 km söder om huvudstaden Amman.